# Bhoutan
Pour les articles ayant des titres homophones, voir Boutan et Boutant.
Cette page contient des caractères spéciaux ou non latins. S’ils s’affichent mal (▯, ?, etc.), consultez la page d’aide Unicode.
Royaume du Bhoutan
(dz) འབྲུག་ཡུལ་ 
Le Bhoutan (/bu.tɑ̃/ ; en dzongkha : འབྲུག་ཡུལ་, Druk Yul, translittération Wylie : ʼbrug-yul, /ʈuk̚˩.yː˩/), en forme longue le royaume du Bhoutan, est un pays d'Asie du Sud, sans accès à la mer. Il est situé dans l'Est de la chaîne de l'Himalaya, enclavé entre l'Inde au sud, à l'est et à l'ouest-sud-ouest, avec laquelle il partage 605 km de frontières terrestres, et la Chine (région autonome du Tibet) au nord et à l'ouest-nord-ouest, avec 470 km de frontières. Plus à l'ouest, il est séparé du Népal par l'État indien du Sikkim, et plus au sud il est séparé du Bangladesh par les États indiens d'Assam et du Bengale-Occidental. Sa capitale et sa plus grande ville est Thimphou.
Le Bhoutan est un ensemble de fiefs mineurs en guerre jusqu'au début du XVIIe siècle, quand le lama et chef militaire Shabdrung Ngawang Namgyal, fuyant la persécution religieuse au Tibet, unifie la région et cultive une identité bhoutanaise distincte. À la fin du XVIIIe siècle, le Bhoutan entre en contact avec l'Empire britannique. Il en devient ensuite un protectorat. Le Bhoutan continue de maintenir des relations bilatérales fortes avec l'Inde, de laquelle il se détache en 1949.
La géographie du Bhoutan varie des plaines subtropicales dans le sud aux montagnes de l'Himalaya au nord, où certains sommets excèdent 7 000 m. Sa superficie est de 38 394 km2 et le pays mesure environ 300 km dans sa plus grande longueur est-ouest, et 170 km dans le sens nord-sud.
La religion d'État du Bhoutan est le bouddhisme vajrayāna (bouddhisme tibétain). Le bouddhisme est majoritaire parmi la population. L'hindouisme est la deuxième religion la plus pratiquée dans le pays. L'islam au Bhoutan compte 5% de fidèles,. La population du pays est estimée à 780 000 personnes en 2020,.
À partir de 1985, le gouvernement bhoutanais décide de ne plus considérer comme bhoutanaise la population d'origine népalaise, ce qui entraîne l'exil, plus ou moins contraint, de ces Bhoutanais d'origine népalaise, privés de leur citoyenneté. Nombre d'entre eux vivent désormais au Népal dans des camps de réfugiés sous l'égide du Haut Commissariat des Nations unies pour les réfugiés (HCR).
En 2008, le Bhoutan passe d'une monarchie absolue à une monarchie constitutionnelle et organise ses premières élections générales. Il est membre des Nations unies, ainsi que de l'Association sud-asiatique pour la coopération régionale (ASACR), dont il a accueilli le seizième sommet en avril 2010. 

## Étymologie

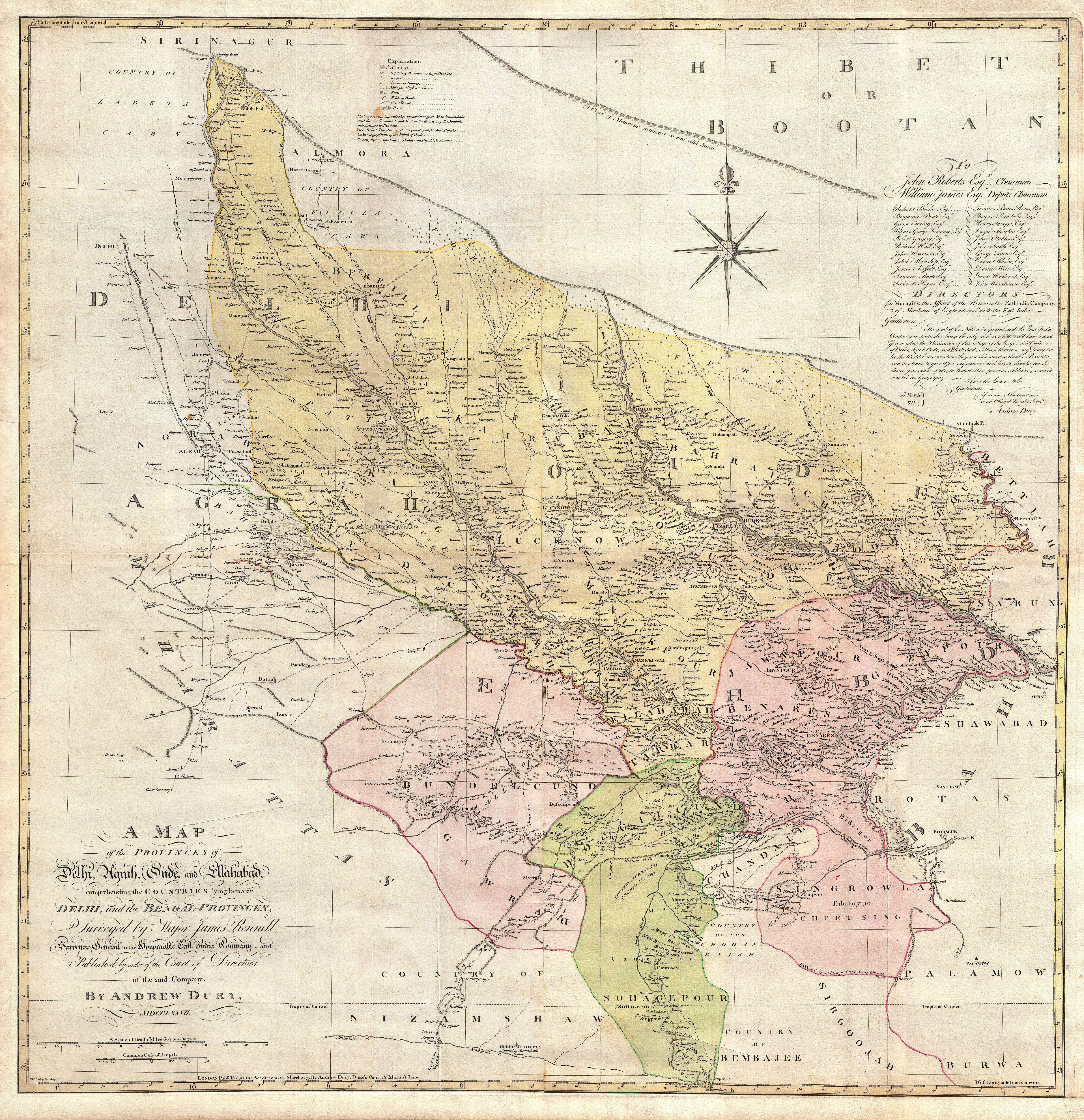
Carte de Rennell, 1777. Le Tibet y est appelé Bootan (coin supérieur droit).

L'étymologie précise de Bhoutan est inconnue, mais il est probable que le nom dérive de l'endonyme tibétain Bod, utilisé pour le Grand Tibet. Bod passe traditionnellement pour être une transcription du sanscrit Bhoṭa-anta (भोट-अन्त, « extrémité du Tibet »), allusion à la position du Bhoutan à l'extrémité sud du plateau tibétain et sa culture,.
Des noms similaires à Bhoutan, comme Bottanthis, Bottan et Bottanter, font leur apparition en Europe à partir des années 1580[réf. nécessaire]. Dans la Relação (lettre) du jésuite portugais Estêvão Cacella, écrite en octobre 1627, le Bhoutan est appelé Cambirasi (« parmi les Cooch Beharis »), Potente et Mon (un endonyme pour le sud du Tibet). La première fois qu'un royaume distinct du Bhoutan apparaît sur une carte occidentale, il est désigné sous son nom local, Broukpa.
L'orthographe Boutan (sans le h) apparaît pour la première fois dans Six voyages du Français Jean-Baptiste Tavernier, publié en 1676. Toutefois, tous ces usages renvoient non au Bhoutan tel qu'on le connaît aujourd'hui, mais au royaume du Tibet. La distinction moderne entre ces deux entités ne se fait qu'à partir de la fin de l'expédition de 1774 de George Bogle. Celui-ci apprend à discerner les différences entre les deux régions, cultures et États. Dans son rapport final à la Compagnie britannique des Indes orientales, il propose d'appeler officiellement le royaume de Druk Desi Boutan (selon l'orthographe française), et celui du panchen-lama Tibet. Le géomètre-expert James Rennell anglicise le nom du premier en Bootan, avant de populariser la distinction entre celui-ci et le grand Tibet.
Sur place, le Bhoutan a beaucoup de noms différents. Le nom local du pays est Brug-yul, souvent transcrit Druk Yul, il signifie « terre du dragon ». Il est aussi nommé Druk Tsendhen (« terre du dragon tonnerre »), le tonnerre étant interprété comme étant les grognements de dragons. D'autres noms recensés sont Lho Mon (« terres sombres du sud »), Lho Tsendenjong (« terres du sud du cyprès »), Lhomen Khazhi (« terres du sud des quatre chemins »), et Lho Men Jong (« terres du sud des plantes médicinales »),.

## Histoire

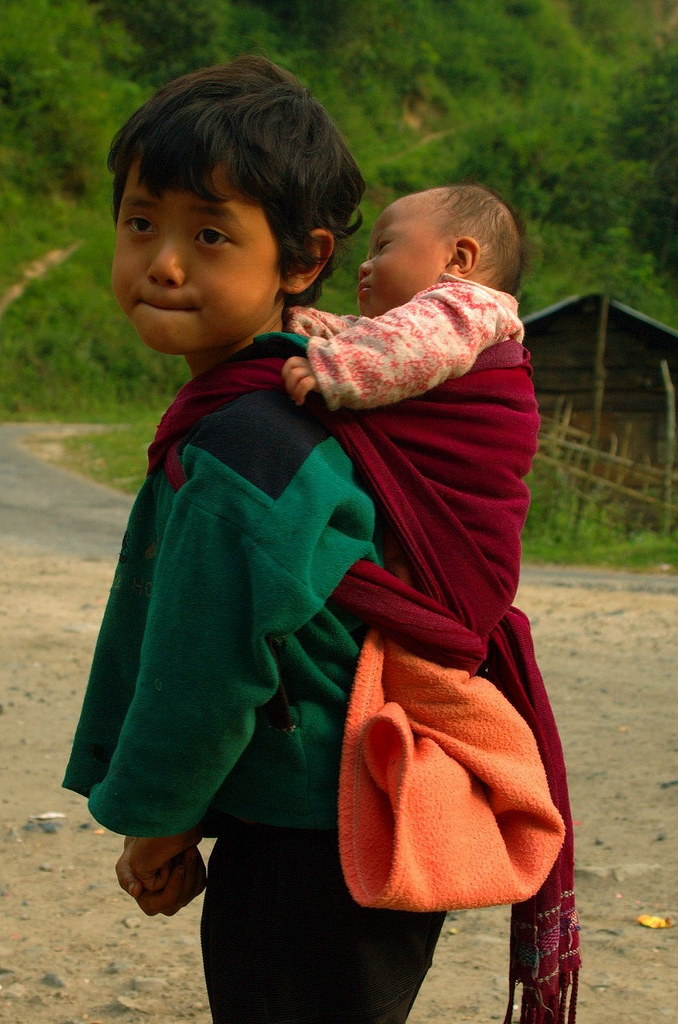
Enfants de l'ethnie Monba.

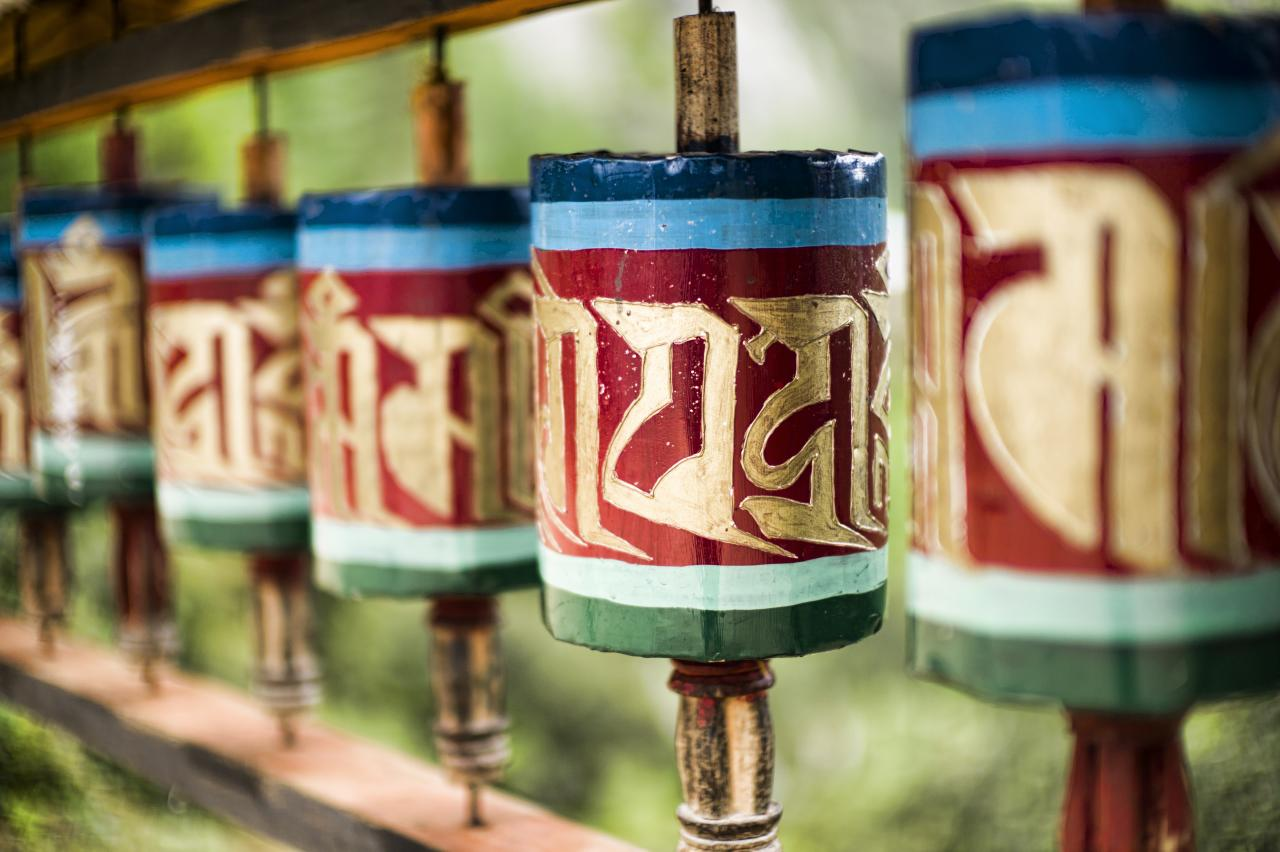
Moulin à prières au Bhoutan.

Des outils en différents matériaux, des armes, des ivoires et des ossements d'éléphants et des ruines de constructions en pierre témoignent de la présence humaine vers 2000 av. J.-C., mais il n'existe pas de documents écrits.
Le Bhoutan aurait été peuplé entre 500 et 600 av. J.-C. par l'ethnie Monba, pratiquant la tradition animiste du bön. Cette culture aurait existé dans l'État de Lho Mon (« terres sombres du sud ») ou Mon Yul (« terres sombres »),.
Le bouddhisme y prend racine au VIIe siècle de notre ère. Le roi tibétain Songtsen Gampo (régnant de 627 à 649) se convertit au bouddhisme et étend l'empire tibétain jusqu'au Sikkim et au Bhoutan : il ordonne la construction de deux temples bouddhistes, l'un à Jakar et l'autre à Kyichu (près de Paro, dans la vallée du Paro). Le bouddhisme se propage véritablement dès 746, sous le roi Sindhu Raja (aussi appelé Künjom, Sendha Gyab ou Chakhar Gyalpo), un roi indien exilé. Il établit un gouvernement au palais de Chakhar Gutho, dans le district de Bumthang,. Le maître et saint indien Padmasambhava (aussi appelé Gourou Rinpoche) arrive en 747.

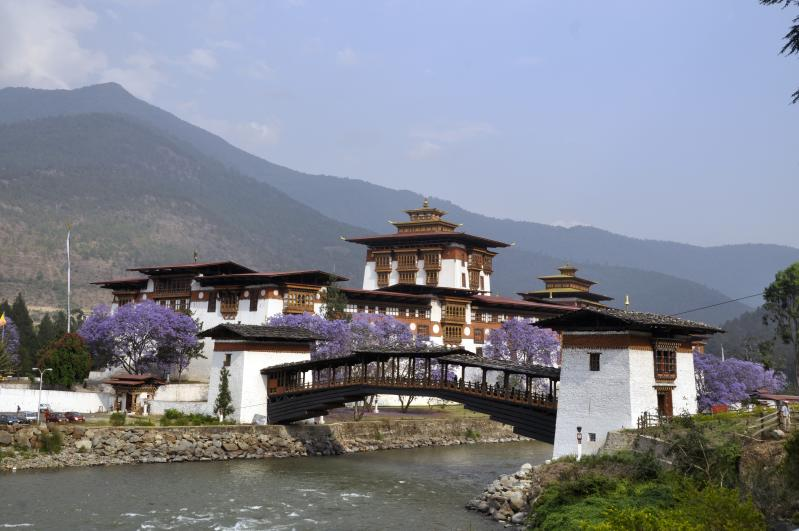
La dzong de Punakha et son pont en bois au printemps.

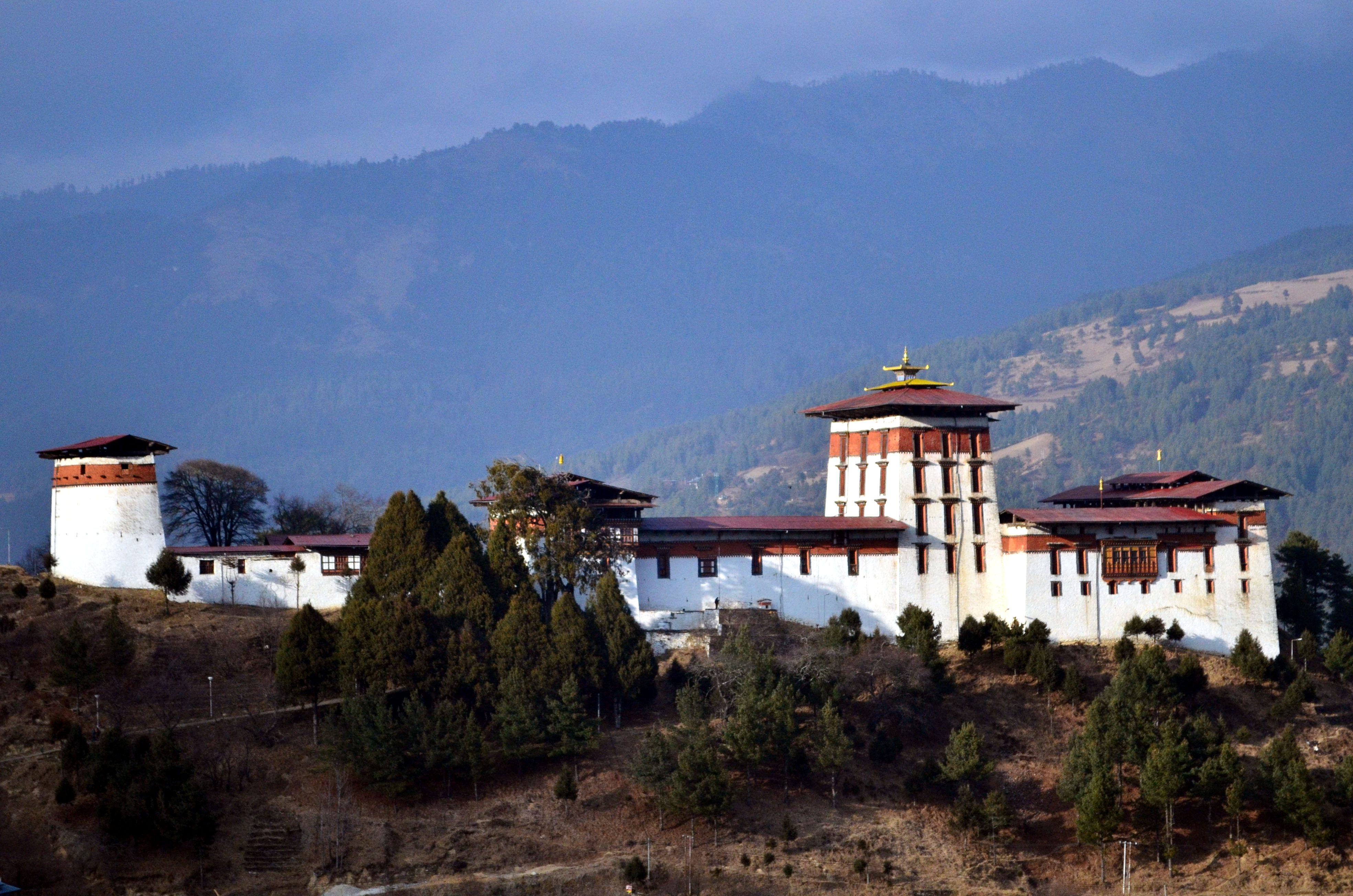
La dzong de Jakar.

La plus grande partie de l'histoire bhoutanaise n'est pas très bien connue car en 1827, un incendie a ravagé l'ancienne capitale, Punakha, détruisant les archives.
Au Xe siècle, le développement politique du Bhoutan est très fortement influencé par la religion. Plusieurs variantes du bouddhisme y émergent, soutenues par divers chefs de guerre mongols. À la suite du déclin de la dynastie Yuan au XIVe siècle, ces ordres religieux luttent entre eux pour dominer la région politiquement et religieusement. Ceci mène à la victoire de l'ordre Drukpa au XVIe siècle,.
Au XIe siècle, le territoire est occupé par des forces militaires tibéto-mongoles. Jusqu'au début du XVIIe siècle, il n'est qu'une mosaïque de petits fiefs guerriers que va unifier le lama tibétain Shabdrung Ngawang Namgyal en créant un réseau de forteresses (dzong) à codirection administrative (penlop) et spirituelle (lama). Il promulgue la Tsa Yig, un code législatif qui aide à unifier les chefs locaux. Beaucoup de ces dzong existent toujours, et jouent encore un rôle spirituel et administratif. Les jésuites portugais Estêvão Cacella et João Cabral sont les premiers Européens dont on peut attester la présence au Bhoutan. Ils le traversent, en route pour Shigatsé, au Tibet. Ils y sont fort courtoisement reçus. Après presque huit mois dans la région, Cacella écrit une longue lettre décrivant ses voyages. Elle contient une des rares références contemporaines au Shabdrung,. La mort de Ngawang Namgyal en 1651 reste secrète pendant 54 ans. Après une période de consolidation, le Bhoutan est à nouveau le théâtre de conflits armés internes. En 1711 commence une guerre contre l'empire moghol et ses subedars, qui restaurent le royaume du Cooch Behar dans le sud. Dans le chaos qui s'ensuit, les Tibétains cherchent à reprendre le Bhoutan en 1714, sans succès.
Au XVIIIe siècle, les Bhoutanais envahissent et occupent le Cooch Behar au sud. En 1772, le Cooch Behar fait appel à la Compagnie britannique des Indes orientales, qui l'aide à expulser les Bhoutanais et à attaquer le Bhoutan lui-même en 1774. Un traité de paix est signé et le Bhoutan se replie sur ses frontières de 1730. La paix est fragile : les escarmouches avec les Britanniques continuent pendant encore un siècle. Ces escarmouches mènent à la guerre du Bhoutan (1864-1865) pour le contrôle des Duars. Après sa défaite, le Bhoutan signe le traité de Sinchula avec l'Inde britannique. L'indemnité de guerre inclut la cession des Duars au Royaume-Uni en échange d'une rente de 50 000 roupies.
Dans les années 1870, une guerre civile entre les gouverneurs (penlop) des vallées rivales du Paro et du Tongsa débouche sur la victoire d'Ugyen Wangchuck qui, soutenu par les Britanniques, instaure en 1907 la dynastie royale des Wangchuck. De sa base au centre du Bhoutan, Ugyen Wangchuck met en échec ses rivaux politiques et unifie le pays après plusieurs guerres civiles et rébellions de 1882 à 1885.
Le 17 décembre 1907 (la fête nationale célébrée le 17 décembre commémore cet événement), Ugyen Wangchuck est unanimement élu roi héréditaire du pays par une assemblée de lamas, des penlops et des chefs de clans (nobles). Le gouvernement britannique reconnaît aussitôt la monarchie. En 1910, le Bhoutan signe le traité de Punakha, qui le place sous protectorat britannique : les Britanniques s'occupent des relations internationales mais s'abstiennent de s'immiscer dans les affaires intérieures du Bhoutan. Ce traité n'affecte pas les relations du Bhoutan avec le Tibet, indépendant de facto à ce moment. Lors de l'indépendance de l'Inde le 15 août 1947, le Bhoutan devient l'un des premiers pays à reconnaître le nouveau pays. Le 8 août 1949, un traité similaire à celui de 1910 est signé avec l'Inde.
Le nouveau roi Jigme Dorji Wangchuck entend réformer et moderniser le pays. En 1953, il fonde la législature du pays (une assemblée nationale de 130 membres, appelée Tshogdu), afin de promouvoir un système de gouvernement moins autocratique. En 1956, il abolit le servage et l'esclavage et opère une réforme agraire. En 1965, il fonde le Conseil consultatif royal, et en 1968 le conseil des ministres. Le Bhoutan devient membre des Nations unies en 1971 après avoir été membre observateur pendant trois ans.
Le couronnement du quatrième roi, Jigme Singye Wangchuck, en 1974, est l'occasion pour le royaume de s'ouvrir davantage sur le monde. Il introduit de nouvelles réformes politiques significatives. Il transfère la plus grande partie de ses pouvoirs administratifs au conseil des ministres, et permet la motion de censure du roi par une majorité de deux tiers de l'Assemblée nationale. Mais il cherche aussi à unifier le pays en imposant la langue bhoutanaise dzongkha et la culture bhoutanaise à tous les habitants, assimilant ainsi de force les minorités issues de l'immigration : en 1985, une loi prive de leur citoyenneté les Lhotshampas, population d'origine népalaise vivant dans les plaines du Sud ; leur langue est interdite, ils doivent porter la tenue vestimentaire drukpa. En septembre 1990, des manifestations contre la politique du gouvernement visant à éradiquer les cultures, les langues, les religions et les tenues vestimentaires non-drukpa sont réprimées et se soldent par 400 victimes. Des violences (vols, agressions, viols et meurtres) visant des citoyens bhoutanais d'origine népalaise répandent un climat de peur et d'insécurité qui déclenche, à partir de 1992, un exode des Lhotshampa vers l'Assam ou le Bengale-Occidental en Inde et vers le Népal,. 100 000 d'entre eux fuient la répression.
Toutefois, pour Françoise Pommaret, directeur de recherche spécialiste du Bhoutan, si certains expulsés le furent de façon illégitime, la majorité d'entre eux n'étaient pas originaires du Bhoutan, où ils sont arrivés ces dernières décennies, à la recherche de terres et de services sociaux inexistants au Népal. En raison de leur tradition de castes, ils méprisaient les autres communautés et la plupart refusaient de parler le dzongkha, ce qui était mal perçu par les ethnies bouddhistes. Contestant les chiffres, les autorités bhoutanaises affirment que nombre de réfugiés ayant rejoint les camps ne viennent pas du Bhoutan, mais de l'Inde ou du Népal, pour bénéficier de l'aide internationale.
En 1999, le gouvernement lève l'interdiction sur la télévision et internet. Le Bhoutan devient ainsi l'un des derniers pays du monde à avoir accédé à la télévision. Dans un discours, le roi annonce que la télévision est un pas critique en avant pour la modernisation du Bhoutan, et qu'elle contribuera au bonheur national brut. Toutefois, il met en garde contre « l'usage abusif » de la télévision, qui pourrait effacer certaines valeurs traditionnelles bhoutanaises.
Une nouvelle constitution est présentée en 2005. Le Bhoutan rejoint Interpol le 19 septembre de la même année. Le 14 décembre 2006, Jigme Singye Wangchuck abdique en faveur de son fils aîné, Jigme Khesar Wangchuck. Celui-ci est couronné le 6 novembre 2008.
Les premières élections parlementaires ont lieu en décembre 2007 et mars 2008.

## Politique

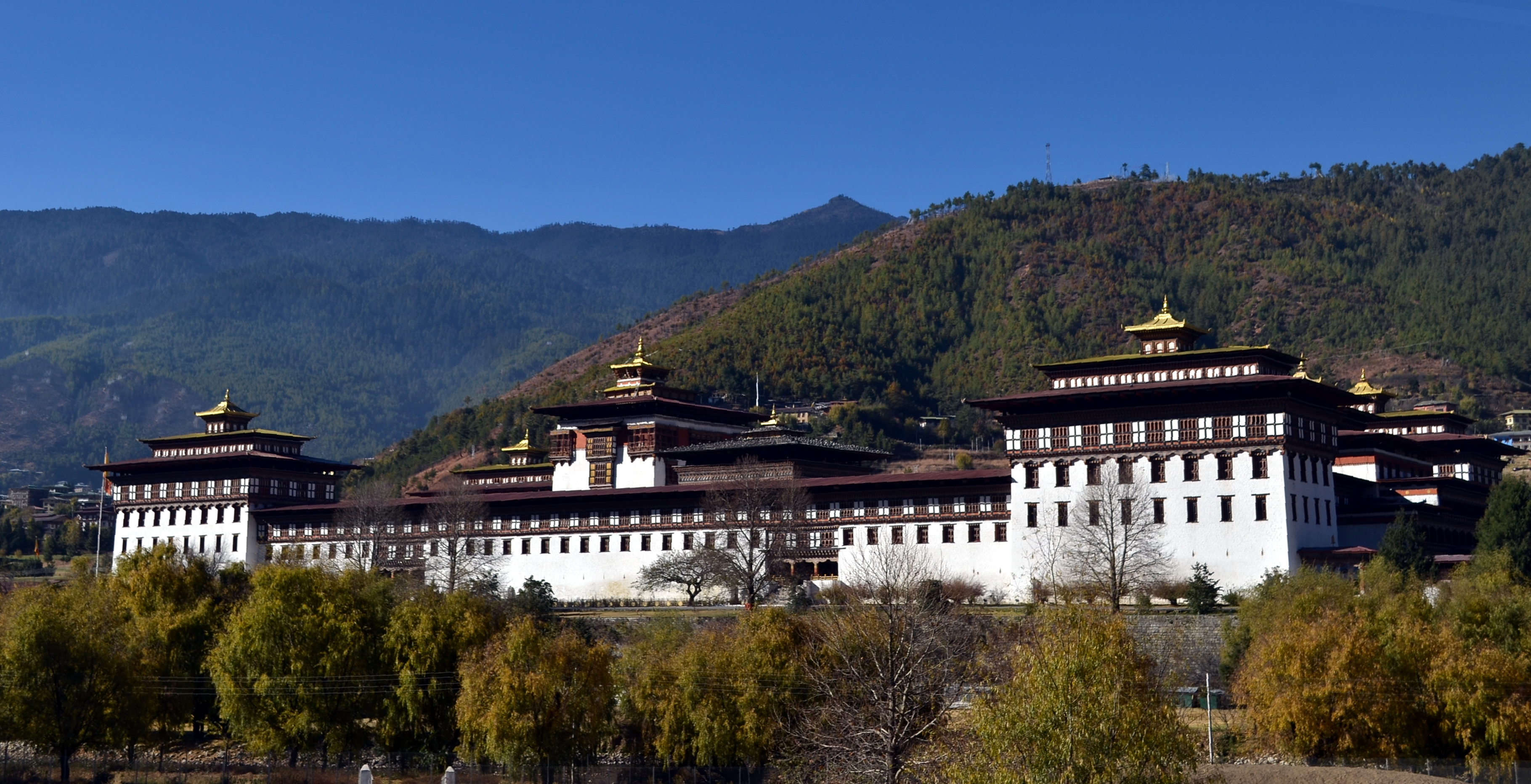
Vue générale du Tashichho dzong à Thimphou, le siège du gouvernement depuis 1952.

Le système politique du Bhoutan est récemment passé d'une monarchie absolue à une monarchie constitutionnelle. En 1999, le 4e roi du Bhoutan crée le Lhengye Zhungtshog (le Conseil des ministres). Le Druk Gyalpo (roi de Druk Yul) est le chef d'État. Le pouvoir exécutif est exercé par le Lhengye Zhungtshog, et le pouvoir législatif par le gouvernement et l'Assemblée nationale.
Le 17 décembre 2005, le roi du Bhoutan, Jigme Singye Wangchuck, annonce que le royaume se transformera en une démocratie parlementaire en 2008 et qu'il abdiquera à cette date en faveur du prince héritier Dasho Jigme Khesar Wangchuck, son fils aîné, âgé de vingt-cinq ans en 2005. Il abdique le 14 décembre 2006 et délègue ses pouvoirs à son fils. Le 6 novembre 2008, Jigme Khesar Namgyel Wangchuck est officiellement couronné cinquième roi du Bhoutan, et devient ainsi, à vingt-huit ans, le plus jeune roi de l'histoire du Bhoutan. Le 13 octobre 2011, il épouse une roturière, Jetsun Pema.
Le projet de Constitution, en préparation depuis 2001, prévoit la création d'un Parlement bicaméral, composé d'une Assemblée nationale de 75 membres et d'un Conseil national de 25 membres. Le chef de l'État demeure le roi, mais il pourrait être destitué par un vote réunissant les voix des deux tiers des membres du Parlement.
Les élections pour la chambre haute (le Conseil national) ont lieu le 31 décembre 2007 et le 23 avril 2013, et celles pour la chambre basse (l'Assemblée nationale) le 24 mars 2008 et le 13 juillet 2013.
Le 24 mars 2008, lors des premières élections législatives, le Parti vertueux du Bhoutan, dirigé par Jigme Thinley, âgé de 56 ans et formé aux États-Unis, remporte 44 sièges sur 47 de la chambre basse du Parlement, contre le Parti démocratique populaire. Jigme Thinley devient Premier ministre le 9 avril. Dans les élections de 2013, le Parti démocratique populaire gagne 32 sièges avec 54,88 % des suffrages.
Suivant sa constitution, le pays promet de maintenir au moins 60 % de son territoire sous couverture forestière.

### Forces militaires et affaires étrangères
L'Armée royale du Bhoutan est la force militaire du pays. Elle inclut la Garde royale et la Police royale. Le service militaire est volontaire, l'âge minimum étant fixé à 18 ans. L'armée compte 18 000 membres et est formée par l'armée de terre de l'Inde. Son budget annuel est d'environ 13,7 millions de dollars, soit 1,8 % du PIB du pays. N'ayant pas accès à la mer, le Bhoutan n'a pas de marine. Il n'a pas de forces aériennes : son armée de terre dépend du Commandement de l'Est de la Force aérienne indienne pour les actions aériennes.
Le Bhoutan maintient des relations économiques, stratégiques et militaires étroites avec l'Inde voisine,. Le 8 février 2007, le Bhoutan et l'Inde signent un nouveau traité clarifiant le contrôle du Bhoutan sur ses propres relations internationales. Ce traité remplace celui signé en 1949. Le traité de 1949 est encore parfois interprété comme permettant à l'Inde de contrôler les affaires étrangères du Bhoutan, mais c'est le gouvernement du Bhoutan qui se charge de toutes les affaires étrangères du pays, y compris les sujets intéressant le gouvernement indien, comme la frontière entre le Bhoutan et la Chine.
Le Bhoutan maintient des relations diplomatiques avec 52 pays et l'Union européenne. Il a des ambassades ou consulats en Inde, au Bangladesh, en Thaïlande, au Koweït, et en Belgique, ainsi que deux missions aux Nations unies (l'une à New York et l'autre à Genève). Thimphou abrite deux ambassades, celles de l'Inde et du Bangladesh, ainsi qu'un consulat, celui de Thaïlande. D'autres pays maintiennent un contact diplomatique informel via leurs ambassades à New Delhi. Il existe des consulats bhoutanais honoraires à Londres et à Washington,,.
Un accord de longue date permet aux citoyens de l'Inde et du Bhoutan de voyager dans le pays voisin sans passeport ni visa, mais avec leurs documents d'identité. Les Bhoutanais peuvent également travailler en Inde sans restriction aucune.
Le Bhoutan ne maintient pas de relations diplomatiques formelles avec son voisin au nord, la Chine, mais en ces dernières années, il y a eu une hausse significative de réunions bilatérales. Le premier accord bilatéral entre la Chine et le Bhoutan est signé en 1998, et le Bhoutan a des consulats honoraires à Macao et à Hong Kong. La frontière avec la Chine est en grande partie non délimitée, et donc contestée à certains endroits. Environ 269 km2 restent contestés entre les deux pays.
Le 13 novembre 2005, des soldats chinois pénètrent les territoires contestés entre la Chine et le Bhoutan, et commencent à y construire des routes et des ponts. Le ministre bhoutanais des affaires étrangères, Khandu Wangchuk, parle du problème avec les autorités chinoises après une discussion à ce sujet au Parlement bhoutanais. Qin Gang, porte-parole de la Chine, répond que la frontière reste contestée et que les deux parties continuent à travailler afin de trouver une solution pour le conflit. Un officier du service de renseignement indien dit que la délégation chinoise au Bhoutan accuse les Bhoutanais de « dramatiser ». Le journal bhoutanais Kuensel dit que la Chine pourrait utiliser les routes construites pour promouvoir la possession chinoise de la région contestée.

### Bonheur national brut

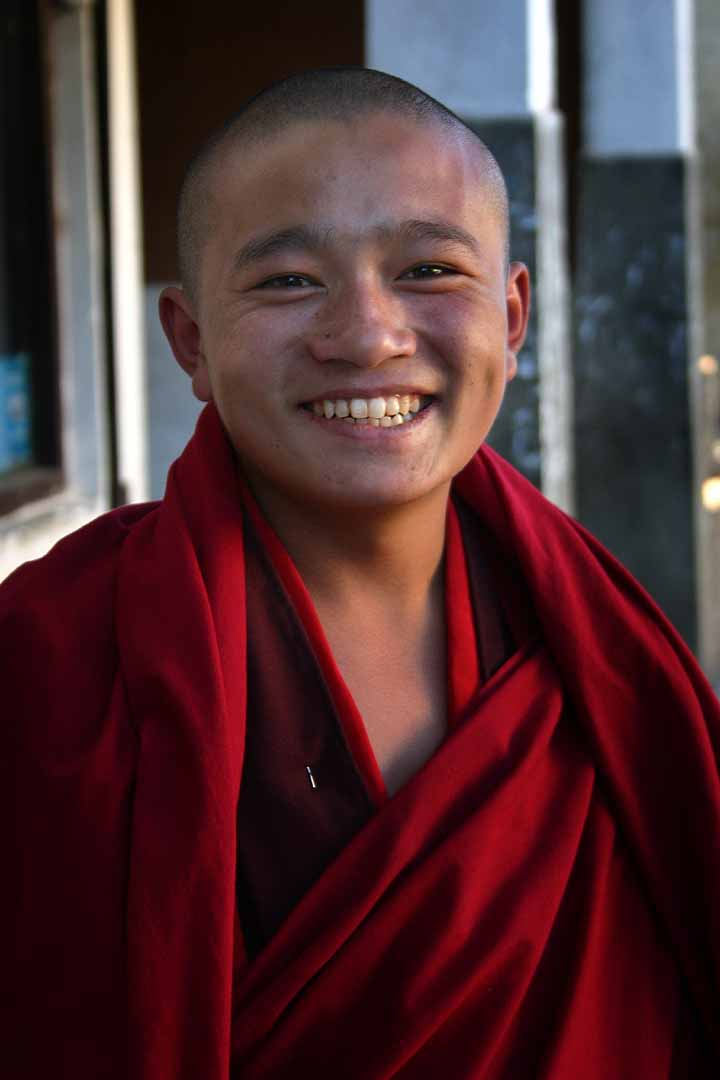
Moine bouddhiste bhoutanais.

L'une des particularités du Bhoutan est sa recherche du bonheur à travers l'amélioration de ce qu'il appelle le « bonheur national brut » ou BNB. Là où la majorité des gouvernements se basent sur la valeur du produit national brut (PNB) pour mesurer le niveau de richesse des citoyens, le Bhoutan a substitué le BNB pour mesurer le niveau de bonheur de ses habitants. Cet indice, instauré par le roi Jigme Singye Wangchuck en 1972, se base sur quatre principes fondamentaux, piliers du développement durable, à savoir :
- la croissance et le développement économiques responsables[64] ;
- la conservation et la promotion de la culture bhoutanaise[64] ;
- la sauvegarde de l'environnement et la promotion du développement durable[64] ;
- la bonne gouvernance responsable[64],[65].

Une première rencontre internationale sur la définition de la prospérité a eu lieu en 2004 à l'Université Saint-Francis-Xavier, au Canada. Sur les quatre cents personnes venant de plus de dix pays différents, plus d'une trentaine étaient bhoutanaises, dont des enseignants, des moines et des responsables politiques. Elle a été suivie de rencontres en 2007 (en Thaïlande), en 2008 (au Bhoutan) et en 2011 (à l'ONU).
Le discours sur le Bonheur national brut est remis en cause par le Premier ministre nommé en juillet 2013, Tshering Tobgay, qui explique que le gouvernement précédent a passé beaucoup plus de temps à en parler qu'à agir, et relève que le pays est confronté à quatre grands défis : l'endettement, la monnaie, le chômage (dont celui des jeunes), et la perception d'une corruption croissante.

## Subdivisions

### Dzongkhag

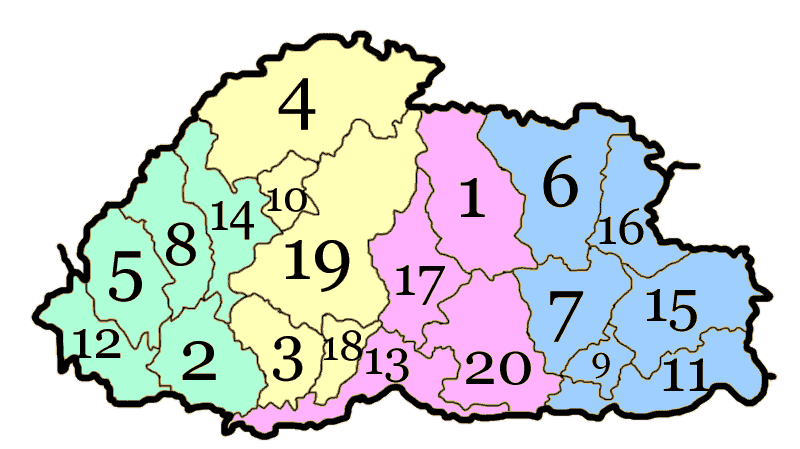
Dzongkhag du Bhoutan, par régions (Dsongdey) (couleurs) :
Est
Sud
Centre
Ouest

Le Bhoutan est divisé en 20 dzongkhag :
1. Bumthang ;
2. Chukha (Chhukha) ;
3. Dagana ;
4. Gasa ;
5. Haa ;
6. Lhuntse (Lhuntshi) ;
7. Mongar ;
8. Paro ;
9. Pema Gatshel (Pemagatsel) ;
10. Punakha ;
11. Samdrup Jongkhar ;
12. Samtse (Samchi) ;
13. Sarpang ;
14. Thimphou ;
15. Trashigang (Tashigang) ;
16. Trashiyangtse ;
17. Trongsa (Tongsa) ;
18. Tsirang (Chirang) ;
19. Wangdue Phodrang (Wangdi Phodrang) ;
20. Zhemgang (Shemgang).

### Le gewog
Un gewog (en dzongkha « bloc ») est un groupe de villages formant une unité administrative géographique intermédiaire entre le village et le dzongkhag. Le pays comprend 205 gewog, qui couvrent chacun en moyenne une région de 190 km2.
Depuis la fin des années 1980, le roi du Bhoutan, Jigme Singye Wangchuck, poursuit un programme à long terme de décentralisation. En 1991, les gewog sont devenus des unités administratives officielles, chacun d'entre eux étant dirigé par un gup (« chef »).

## Géographie

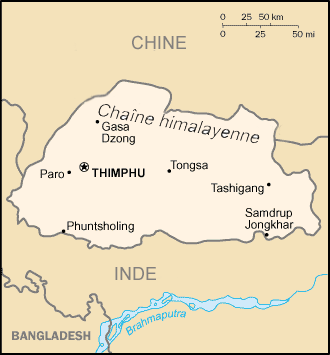
Carte du Bhoutan.

La superficie du Bhoutan est de 38 394 km2. L'Himalaya domine le paysage du Nord du pays et de nombreux sommets dépassent les 7 000 mètres d'altitude. Le Kula Kangri est généralement considéré comme le point culminant du Bhoutan, à 7 553 mètres, mais la Chine le revendique. La forêt couvre 70 % du territoire national. La plus grande partie de la population est concentrée sur les hauts plateaux et dans les vallées de l'ouest.
- Frontières terrestres : 1 075 km (Inde 605 km ; Chine 470 km)
- Littoral : 0 km
- Altitude : minimale + 97 m (Drangeme Chhu) ; maximale + 7 553 m (Gangkhar Puensum)

Le climat du Bhoutan est un climat de montagne qui varie beaucoup d'une région à l'autre. Le climat bhoutanais varie au vu de sa diversité géographique et de ses différents degrés d'altitude. Le sud du Bhoutan est marqué par un climat tropical avec des périodes de mousson (pluies venues du golfe du Bengale). Le centre du pays est marqué par un climat semi-tropical tandis que le nord du pays (autour de Thimphou, Paro et Ha) est caractérisé par un climat rude et très froid, avec des chutes de neige en hiver qui peuvent bloquer certains cols.
Le Bhoutan fait partie des quelques pays au bilan carbone négatif, notamment grâce à une couverture forestière d’environ 70 % du territoire. Il n'en est pas moins menacé par le réchauffement climatique : crues soudaines des lacs d’altitude en raison de la fonte des glaciers, tempêtes, éboulements mortels à répétition. Les populations de yaks, animaux emblématiques du pays, sont en baisse à cause des modifications dans leur environnement (herbe à brouter plus rare et de moins bonne qualité, transhumance décalée en raison de l’arrivée précoce du printemps...).

## Économie
L'économie du Bhoutan est une des moins développées au monde ; elle est fondée sur l'agriculture, l'élevage, l'exploitation forestière, l'industrie minière la vente à l'Inde d'électricité d'origine hydraulique et le tourisme.
Au nord du pays, au-delà de 3 500 mètres d'altitude (région du Grand Himalaya), l'élevage du yack prédomine mais perd en rentabilité pour les éleveurs. Cette activité, en 2010, ne représente plus que 3 % de la production du beurre, du fromage et de la viande du pays. Elle a, par contre, l'avantage d'être utilisée pour les fêtes traditionnelles et surtout d'être un attrait touristique.

### Caractéristiques
|  |

L'agriculture est en grande partie vivrière et comprend l'élevage. Les montagnes dominent le territoire et rendent la construction de routes et de toute autre infrastructure difficile et chère. L'économie est étroitement alignée sur celle de l'Inde par de forts liens commerciaux et monétaires et dépend fortement de l'aide financière de ce pays. Le secteur, très délaissé, de la technologie industrielle n'est pas une priorité et la plupart des productions proviennent d'ateliers familiaux.
La majorité des projets de développement, tels que la construction de routes, est tributaire de la main-d'œuvre saisonnière indienne. Le potentiel de production hydro-électrique et l'activité touristique sont les ressources principales en capitaux du pays.
Les programmes modèles sociaux d'éducation et d'environnement en cours se font avec l'appui d'organismes multilatéraux de développement. Chaque programme économique doit tenir compte de la politique gouvernementale de protection de l'environnement et des traditions culturelles du pays.
Les contrôles poussés et les politiques dans les domaines de l'industrie, du commerce, du travail et des finances constituent une maîtrise de l'investissement étranger.
Le pays ne s'est ouvert aux touristes qu'en 1974. Cette ouverture reste très mesurée et exclut le tourisme de masse par le prix élevé des séjours organisés, culturels et de randonnée. Le tourisme en 2002 fournissait un cinquième des ressources du pays.

### Monnaie
La monnaie est le ngultrum, code BTN, qui est lié à la roupie indienne selon une parité fixe de 1/1.

### Émission de timbres
Dans les années 1970 et 1980, le gouvernement royal du Bhoutan a émis des timbres-poste aux formes et dans des matières originales afin d'obtenir de nouveaux revenus. Ces timbres sont aujourd'hui très recherchés par les philatélistes. Le promoteur de cette production philatélique, l'Américain Burt Todd, en a fait commencer la production en 1962. Des timbres destinés à la poste aérienne ont été diffusés avant même que le pays soit doté d'un aéroport, en 1992.
De manière générale, le courrier est très marginal au Bhoutan, pays de tradition bouddhiste où les familles vivent très rapprochées. Les timbres visent surtout à rapporter des devises. Les timbres oblitérés vraiment sur place, et oblitérés en d'autres villes et villages autres que Thimphou, la capitale, sont très recherchés par les philatélistes, et considérés comme étant plus authentiques.[réf. nécessaire]

## Santé

### Systèmes de santé
Le système de santé est totalement gratuit pour tout le monde quel que soit le traitement. Tous les villages sont dotés d'une école et d'une antenne locale de santé.
Le principal hôpital du pays, l'hôpital national de référence Jigme Dorji Wangchuck, se trouve à Thimphou.

### Maladies
Le pays est régulièrement touché par le paludisme, surtout dans la zone méridionale. Les autres maladies présentes au Bhoutan sont la polio, la diphtérie, la méningite et la rougeole.

## Démographie

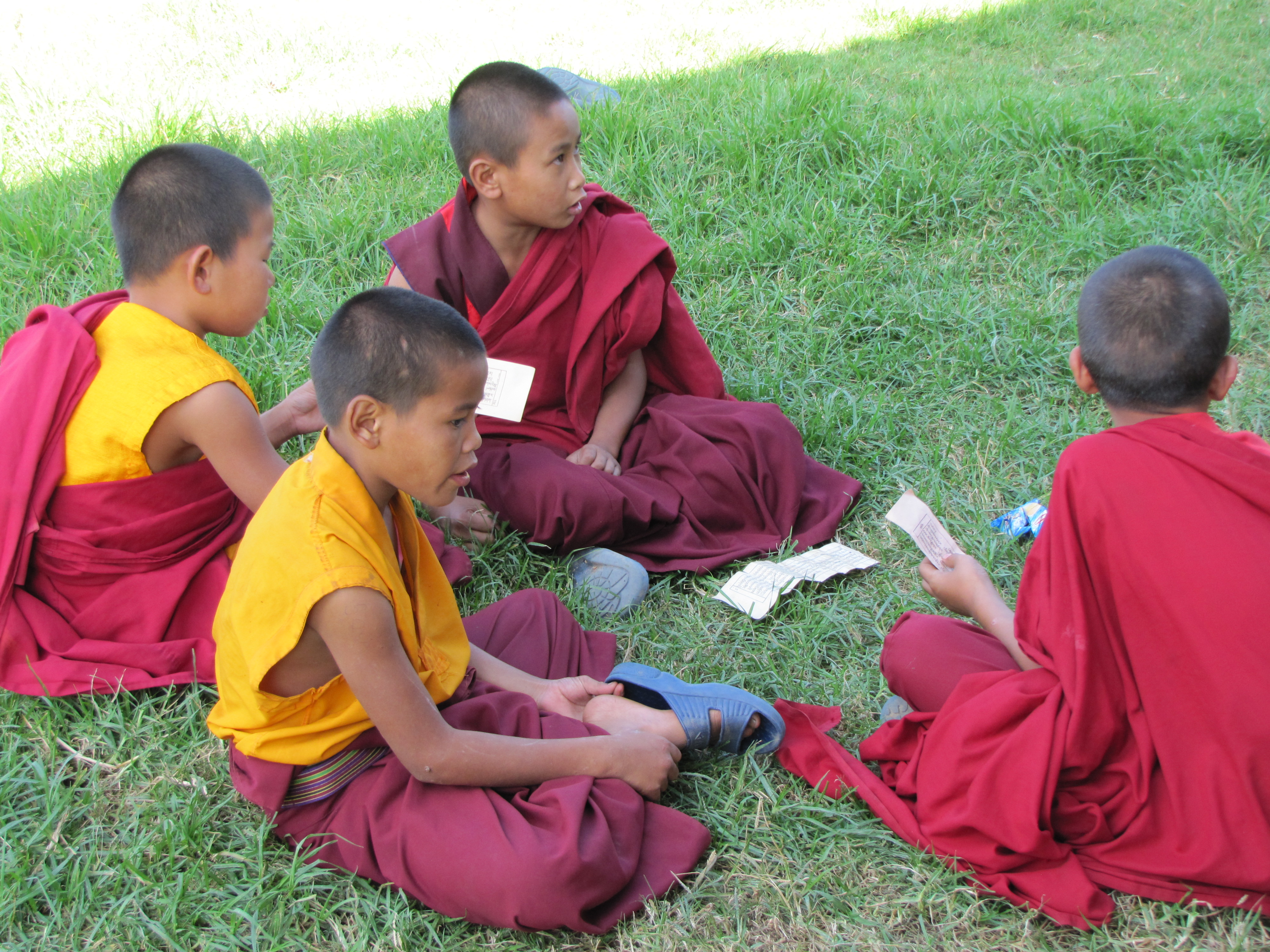
Les moins de 14 ans constituent 27 % de la population.

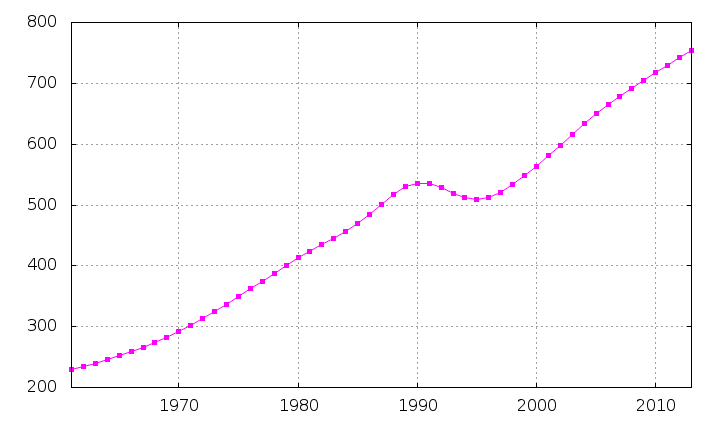
Évolution de la population entre 1961 et 2003 en milliers d'habitants (chiffre de la FAO, 2005).

Selon le World Factbook de la CIA, la population s'élève à 741 919 habitants. Selon une estimation de 2005, la population s'élèverait à 2 232 291 mais le gouvernement ne recense que 810 000 Bhoutanais. Ceci provient du fait que les Lhotshampas, constituant 40 % de la population vivant au Bhoutan, sont d'origine népalaise et de religion hindoue et que le gouvernement bhoutanais ne les reconnaît plus comme citoyens depuis 1988. Depuis cette date, l'enseignement du népalais est interdit à l'école et la langue tibétaine dzongkha est obligatoire. Les Lhotshampas subissent une discrimination culturelle et ethnique au point que certaines professions leur sont interdites (administration, enseignement, etc.),.
La liste qui suit regroupe quelques statistiques démographiques :
- population par tranche d'âge : 0-14 ans : 26,76 % ; 15-64 ans : 67,11 % ; + 65 ans : 6,12 %[1] ;
- espérance de vie : 72,8 ans[75] ;
- taux de croissance de la population : 1,11 %[1] ;
- taux de natalité : 17,78 ‰[1] ;
- taux de mortalité : 6,69 ‰[1] ;
- taux de mortalité infantile : 35,91 pour 1 000 nouveau-nés[1] ;
- taux de fécondité : 1,97 enfant par femme[1] ;
- taux de migration : inconnu[1] ;
- densité : 19 hab./km2 ;
- ratio homme/femme : 113,4/100[75].

## Langues
La langue officielle du Bhoutan est le dzongkha, un dialecte du tibétain. Les autres langues couramment pratiquées sont le tshangla et le népalais.

## Transports
Le pays possède quatre aéroports : l'aéroport international de Paro qui est le principal aéroport du pays, et trois aéroports régionaux, les aéroports de Bathpalathang, Gelephu et Yongphulla.
La compagnie nationale bhoutanaise Druk Air, équipée d'Airbus 319-115, utilise l'aéroport de Paro comme plate-forme de correspondance. Il existe aussi une autre compagnie aérienne, privée, Bhutan Airlines.
Le réseau routier, très sommaire, suit les anciens chemins caravaniers. On compte très peu de ponts ou de tunnels. Mettre huit heures de voiture pour parcourir deux cents kilomètres est la norme en raison de l'étroitesse des routes, dont l'entretien est difficile. 
Il n'y a pas de réseau ferroviaire. Une étude de liaison entre Kokrajhar en Assam (Inde) et Gelephu au Bhoutan en train est en cours.
En 2014, le Bhoutan passe un accord avec Renault-Nissan pour l'achat d'une centaine de voitures électriques. L'objectif fixé par le premier ministre Tshering Tobgay est d'atteindre à terme le « zéro émission ».

## Religions

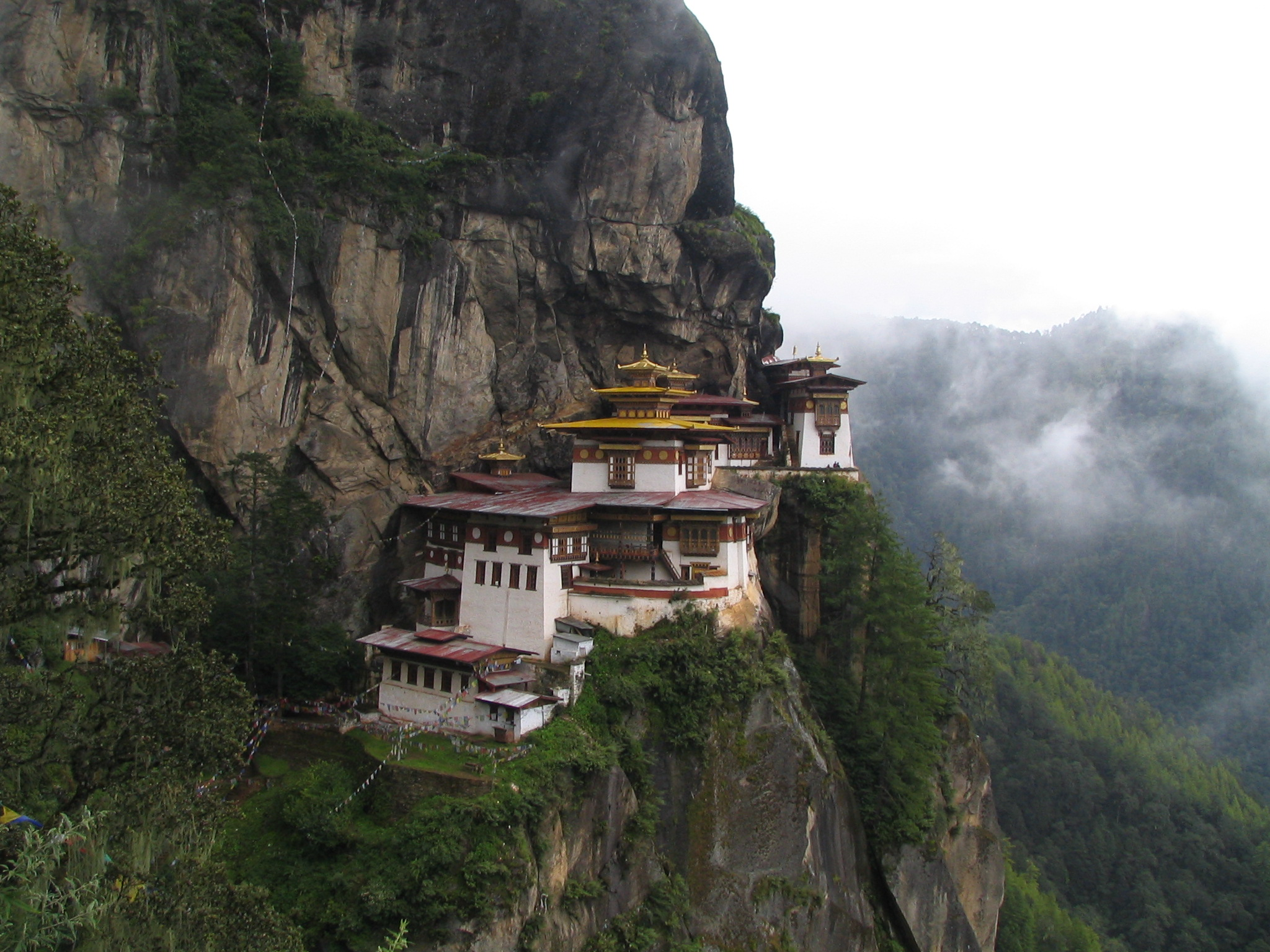
Taktshang, un monastère bhoutanais.

La religion principale (et religion d'État) du pays est le bouddhisme vajrayāna, le bouddhisme tibétain dans sa forme tantrique, appelé aussi lamaïsme, pratiqué par 75 % de la population. Le Bhoutan est actuellement le seul royaume au monde où le bouddhisme tantrique est religion d'État. Le reste de la population (25 %) a pour religion l'hindouisme indien (et à influence népalaise).
Selon des ONG d'obédience chrétienne, les chrétiens y sont peu nombreux en raison d'entraves à la foi chrétienne dans ce royaume,. D'après le site de l'Aide à l'Église en détresse, en 2009, les chrétiens seraient au nombre de 12 255, dont 1 000 catholiques baptisés. Ils ne représentent que 0,9 % de la population contre 84 % pour les bouddhistes, 11,4 % pour les hindous, 3,4 % pour les animistes et 0,3 % pour ceux n'entrant pas dans ces catégories.

## Culture

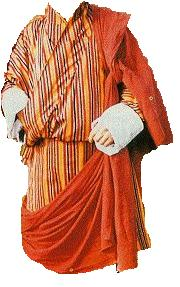
Le gho traditionnel du Bhoutan.

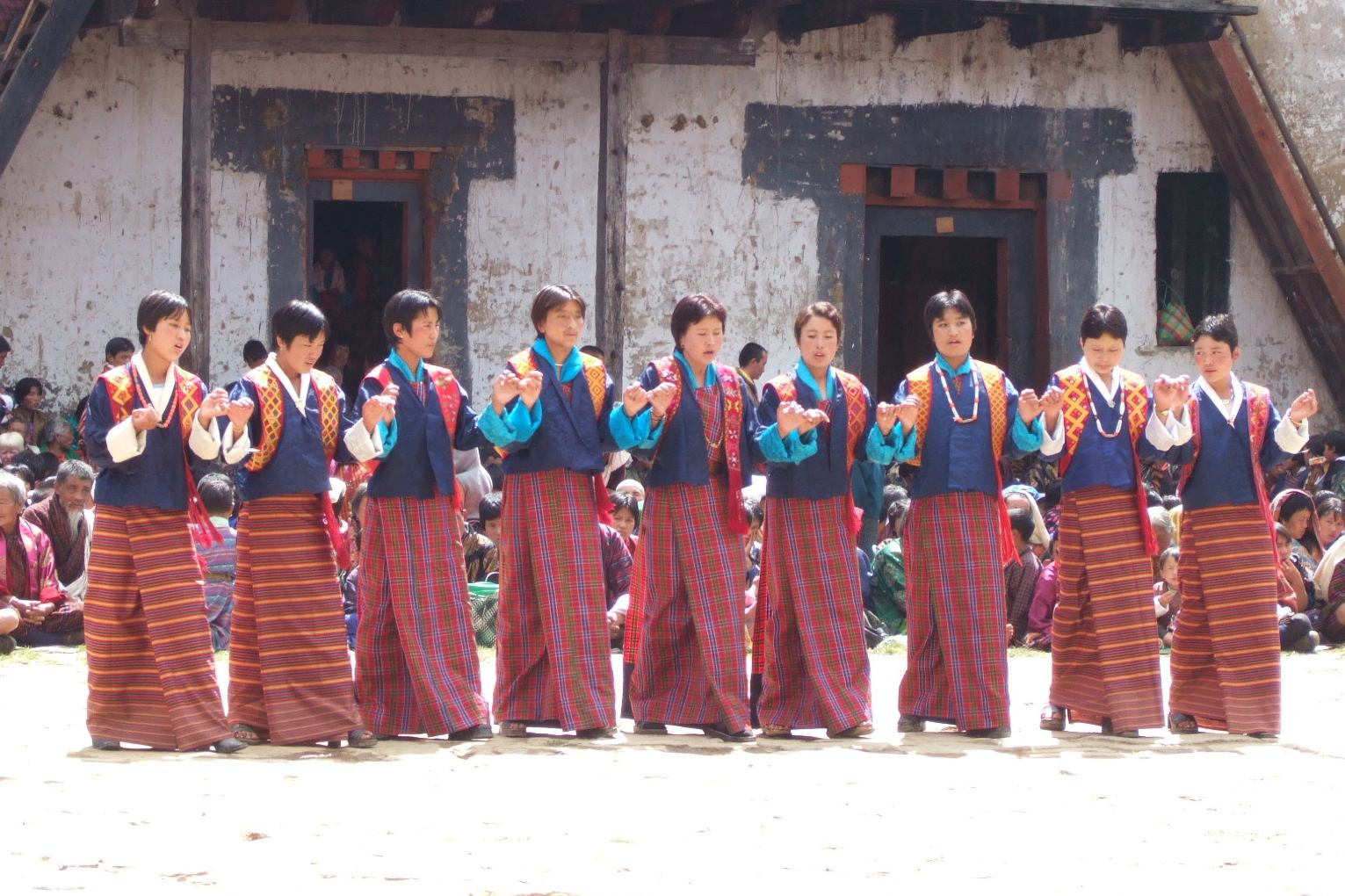
Jeunes Bhoutanaises dansant en costume traditionnel.

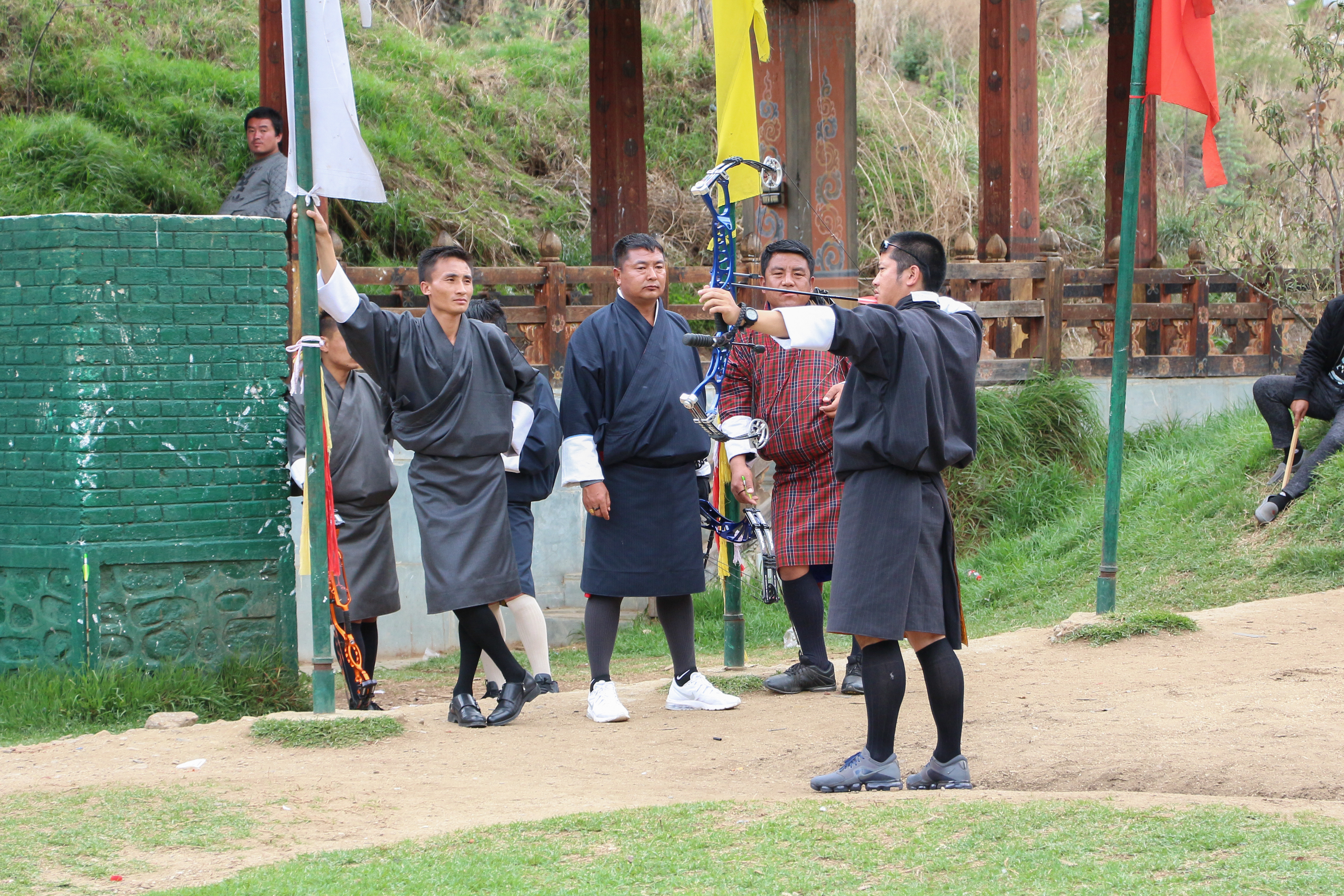
Compétition de tir à l'arc à Thimphou.

Le code vestimentaire bhoutanais (Driglam Namzha) incite la population à porter les vêtements traditionnels que sont le gho (pour les hommes) et la kira (pour les femmes).
La musique bhoutanaise est proche des musiques tibétaine et indienne en raison de son passé colonial et sa culture bouddhiste. Du fait de la fermeture politique du pays, cette culture a été préservée jusqu'à très récemment. Il existe encore une nette délimitation entre musique religieuse et musique profane,, la première ayant une large prééminence et s'associant volontiers aux danses.
Le dzong du Bhoutan est un monastère-forteresse bouddhiste. Il servait autrefois de centre religieux, militaire, administratif et social du district qu'il commandait. Il pouvait abriter une garnison si nécessaire ainsi qu'une armurerie. Il accueillait les structures administratives du district ainsi que les moines. C'était aussi un lieu d'échanges et souvent le site d'un tséchu ou festival religieux annuel. Les premiers dzongs furent construits dans le pays dès le XIIe siècle, mais leur âge d'or fut la première moitié du XVIIe siècle, qui vit le renforcement défensif du pays par le shabdrung ou grand lama Ngawang Namgyal (1594-1651), l'unificateur du Bhoutan moderne.
Du côté sportif, le tir à l'arc est considéré comme la discipline sportive traditionnelle du pays,.
La joaillerie et l'argenterie sont au cœur de l'artisanat local. Parmi les objets les plus populaires figurent les récipients à alcool en bois sertis et décorés avec de l'argent martelé. La bijouterie est relativement peu développée mais comporte cependant un important savoir-faire : les boucles d'oreilles en or et turquoise, les bracelets et les ceintures en argent ou encore les colliers en perles baroques rendent l'artisanat bhoutanais singulier.

## Télévision
Le Bhoutan est le dernier pays du monde à avoir reçu la télévision, en 1999. 48 chaînes peuvent être reçues par satellite,. Le 2 juin 1999, à l'occasion du 25e anniversaire du couronnement du roi Jigme Singye Wangchuck, le pays se dota de sa première chaîne de télévision nationale (BBS TV) et de son premier accès Internet. 
La retransmission des événements sportifs sur Ten Sports causa des bagarres dans les cours de récréation. En regardant la chaîne sud-coréenne Arirang TV, des adolescentes se mirent à se décolorer les cheveux en blond et des bandes se formèrent pour la première fois dans la capitale,.

## Cinéma
Voyageurs et Magiciens (Chang hup the gi tril nung) de Khyentse Norbu (2003) est le premier long métrage entièrement produit et réalisé au Bhoutan.
L'École du bout du monde (2019) est sélectionné aux Oscars du cinéma 2022 dans la catégorie meilleur film international, devenant ainsi le premier film bhoutanais à être sélectionné aux Oscars.
Une partie de l'intrigue du film Les Animaux fantastiques : Les Secrets de Dumbledore (2022), de l'univers Harry Potter, sorti en 2022, se déroule au Bhoutan : c'est là qu'a lieu l'élection du chef suprême de la Confédération magique internationale des sorciers.
Le cinéaste bhoutanais Pawo Choyning Dorji a réalisé en 2023 son deuxième film après L'École du bout du monde, Le Moine et le fusil. Ce film en forme de conte montre la découverte de la télévision par des villageois bhoutanais en 2006, et leur étrange apprentissage de la démocratie.

## Tourisme

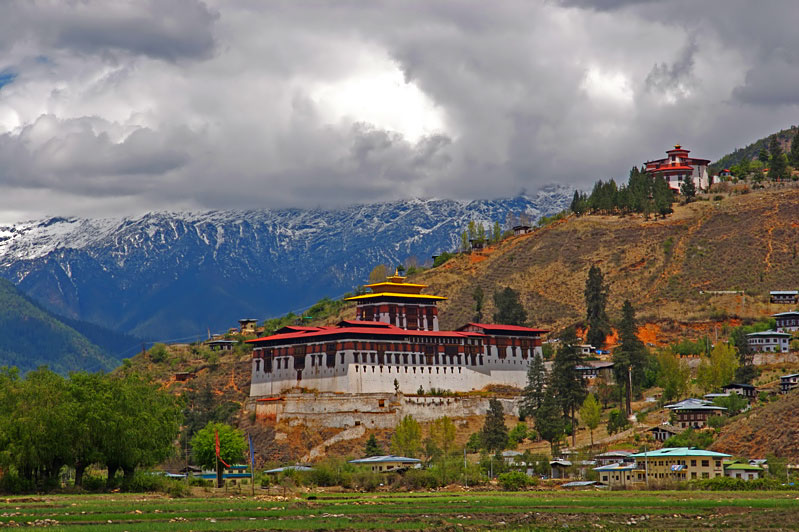
Le dzong du district de Paro.

Le tourisme est volontairement limité dans le but de préserver l'environnement et la culture du pays. Le Bhoutan accueille principalement un tourisme de luxe. L'accès est néanmoins plus facile depuis la privatisation de l'industrie en 1991[réf. souhaitée]. La plupart des dzong, qui abritent toujours à la fois les services administratifs de la région et des locaux à usage religieux, sont ouverts aux étrangers.
L'anglais est appris à l'école et la presque totalité des documents officiels (dont les affiches électorales) est publiée également en anglais.
En 2005, on estimait à 7 000 le nombre de touristes (hommes d'affaires compris) au Bhoutan.
On estime que 24 % de ces touristes viennent des États-Unis, 17 % du Japon, 11 % du Royaume-Uni et 48 % d'autres pays. Chaque touriste doit s'affranchir d'un forfait de 250 dollars par jour, lequel comprend hôtel, repas, voiture avec chauffeur et guide,.